# Salari
Salari (russisch Залари) ist eine Siedlung städtischen Typs in der Oblast Irkutsk (Russland) mit 9600 Einwohnern (Stand 14. Oktober 2010).

## Geographie
Die Siedlung liegt in Südsibirien in den Vorgebirgen des Ostsajan, etwa 200 Kilometer nordwestlich der Oblasthauptstadt Irkutsk am gleichnamigen Flüsschen Salari, das etwa 30 nordwestlich in die Ungabucht des Bratsker Stausees an der Angara mündet.
Salari ist seit 1925 Verwaltungszentrum den gleichnamigen Rajons Salari.

## Geschichte
Ein Dorf an Stelle des heutigen Salari ist seit 1751 bekannt. Es entstand zu Beginn des 18. Jahrhunderts im Zusammenhang mit der Errichtung des Moskauer Trakts.
1899 wurde die Transsibirische Eisenbahn unmittelbar nördlich des Ortes vorbeigeführt.
1957 erhielt der Ort den Status einer Siedlung städtischen Typs.

### Bevölkerungsentwicklung
| Jahr | Einwohner |
| ---- | --------- |
| 1939 | 3.580     |
| 1959 | 11.945    |
| 1970 | 10.531    |
| 1979 | 10.747    |
| 1989 | 10.693    |
| 2002 | 10.041    |
| 2010 | 9.600     |

Anmerkung: Volkszählungsdaten

## Wirtschaft und Infrastruktur
Salari ist Zentrum der Forstwirtschaft und der holzverarbeitenden Industrie. Außerdem gibt es eine kleine Maschinenfabrik (Forstwirtschaftsausrüstungen) und Betriebe der Lebensmittelindustrie.
Der Ort besitzt eine Bahnstation an der Transsibirischen Eisenbahn (Streckenkilometer 4989 ab Moskau), bei der eine Güteranschlussstrecke in das 25 Kilometer nordöstlich gelegene Nowonukutski abzweigt.
Durch Salari führt auch die Fernstraße M53 von Nowosibirsk über Krasnojarsk nach Irkutsk, Teil der transsibirischen Straßenverbindung. Die Straße folgt auf diesem Abschnitt dem alten Moskauer Trakt. In Salari zweigt die Regionalstraße R420 über Balagansk (am linken Ufer des dort etwa 2,5 Kilometer breiten Bratsker Stausees; Autofähre) in das knapp 300 Kilometer entfernte Schigalowo am Oberlauf der Lena ab.